# Tragopa bipartita
Tragopa bipartita är en insektsart som beskrevs av Leon Fairmaire. Tragopa bipartita ingår i släktet Tragopa och familjen hornstritar. Inga underarter finns listade i Catalogue of Life.